# Na granicy światów
Na granicy światów (ang. The Others, 2000) – amerykański serial telewizyjny łączący w sobie zarównio elementy gatunku fantastyki naukowej jak również horroru stworzony przez Johna Brancato oraz Michaela Ferrisa i wyprodukowany przez Delusional Films, NBC i DreamWorks Television. Nadawany przez stację NBC od 5 lutego 2000 r. W Polsce nadawany przez stację AXN od 20 września 2009 r. 

## Fabuła
Serial opowiada o studentce Marian Kitt (Julianne Nicholson), która posiada zdolności paranormalne jakim jest niewątpliwie jasnowidzenie. Profesor Miles Ballard (John Billingsley) w porę odkrywa jej zdolności i zapoznaje ją z grupą ludzi o podobnych umiejętnościach. Staje się ich mentorem w walce ze złem, które może prowadzić do złego przy nieumiejętnym korzystaniu z mocy.

## Obsada
- Julianne Nicholson as Marian Kitt
- Gabriel Macht jako Mark Gabriel
- Missy Crider jako Ellen „Satori” Pawlowski
- Bill Cobbs jako Elmer Greentree
- John Billingsley jako profesor Miles Ballard
- Kevin J. O’Connor jako Warren Day
- John Aylward jako Albert McGonagle

## Spis odcinków
| Premiera odcinka | N/o | Polski tytuł | Angielski tytuł        |
| ---------------- | --- | ------------ | ---------------------- |
|                  |     |              |                        |
| SERIA PIERWSZA   |     |              |                        |
|                  |     |              |                        |
| 20.09.2009       | 01  |              | Pilot                  |
|                  |     |              |                        |
| 26.09.2009       | 02  |              | Unnamed                |
|                  |     |              |                        |
| 27.09.2009       | 03  |              | Eyes                   |
|                  |     |              |                        |
| 03.10.2009       | 04  |              | Souls On Board         |
|                  |     |              |                        |
| 04.10.2009       | 05  |              | 1112                   |
|                  |     |              |                        |
| 10.10.2009       | 06  |              | Luciferous             |
|                  |     |              |                        |
| 11.10.2009       | 07  |              | Theta                  |
|                  |     |              |                        |
| 17.10.2009       | 08  |              | Don't Dream It's Over  |
|                  |     |              |                        |
| 18.10.2009       | 09  |              | Ones That Lie in Wait  |
|                  |     |              |                        |
| 24.10.2009       | 10  |              | Till Then              |
|                  |     |              |                        |
| 25.10.2009       | 11  |              | $4.95 a Minute         |
|                  |     |              |                        |
| 31.10.2009       | 12  |              | Life is For the Living |
|                  |     |              |                        |
| 01.11.2009       | 13  |              | Mora                   |
|                  |     |              |                        |